# Tsutomu Oosugi
Tsutomu Oosugi (ツトム・オースギ Oosugi Tsutomu?) (10 de enero de 1985) es un luchador profesional japonés, también conocido por sus nombres artísticos Milanito Collection a.t. y Rei.

## Carrera

### Toryumon (2004-2006)
Oosugi debutó en Toryumon Mexico en 2004 como Milanito Collection a.t. (ミラニートコレクションa.t. Miranito Korekushon a.t.?), una versión más ligera y pequeña de Milano Collection A.T., pero también dotada de habilidad para el llaveo. En febrero de 2005, Milanito hizo equipo con Skayde para participar en el Tag World Grand Prix 2005 de Chikara, pero fueron eliminados en las semifinales por Billy Ken Kid & Ebessan.

### Dragondoor (2005-2006)
Milanito debutó en Dragondoor en verano de 2005, siendo uno de los miembros del grupo face de Taiji Ishimori. Sin embargo, la promoción duró poco tiempo, y Oosugi fue liberado de su contrato en noviembre.

### Michinoku Pro Wrestling (2006-presente)
En mayo de 2005, Oosugi debutó en Michinoku Pro Wrestling con el gimmick de Rei (精霊 Rei?, Elemental), un espíritu de los bosques. Bajo este personaje, Oosugi vestía un traje blanco con una máscara ovalada a juego. Su primera lucha fue contra Banana Senga, al que derrotó en la que sería una de sus pocas victorias por ese tiempo, ya que su rol fue más bien el de un jobber. Rei participó en el Tetsujin Tournament 2006, pero no logró ganar. Tras ello, formó tag team con Mototsugu Shimizu para participar en el Futaritabi Tag Team Tournament 2006, pero de nuevo fracasó, siendo derrotados por Yoshitsune & Rasse en la primera ronda. Más tarde, Rei fue convertido en miembro del stable heel Ken Gundan de Ken45º al perder un combate contra él, lo que le hizo convertirse en un luchador más maligno, y cambió el color de su traje de blanco a negro para simbolizarlo. A la vez, Oosugi apareció también bajo el nombre de Medochi, un kappa rojo compañero de Shibaten. En 2008, después de la disolución del Ken Gundan, y de nuevo como face, Rei hizo su retorno como un luchador mucho más poderoso que antes, presentando un nuevo atuendo púrpura y verde con una máscara similar a la de la unidad Evangelion 01 del anime Neon Genesis Evangelion. Rei entró en un feudo con Shibaten, derrotándole en todos los combates. 
En marzo de 2009, Oosugi cambió su nombre a Yapper Man #2 y se unió a Yapper Man #1 para formar un dúo de cómicos personajes enmascarados de gran habilidad, siempre llevando antifaces y vestidos con trajes de colores, todo ello en honor del anime Yatterman. Ambos entraron en un feudo con el grupo heel Kowloon (Maguro Ooma & Takeshi Minamino), aunque no consiguieron ganar ningún combate. Sin embargo, en octubre de 2010, el dúo consiguió una serie de sorprendentes victorias contra Kowloon durante el Futaritabi Tag Team Tournament 2010 hasta ganar los Campeonatos en Parejas. El año siguiente, a finales de 2010, el equipo perdió los títulos contra Kei Sato & Shu Sato.

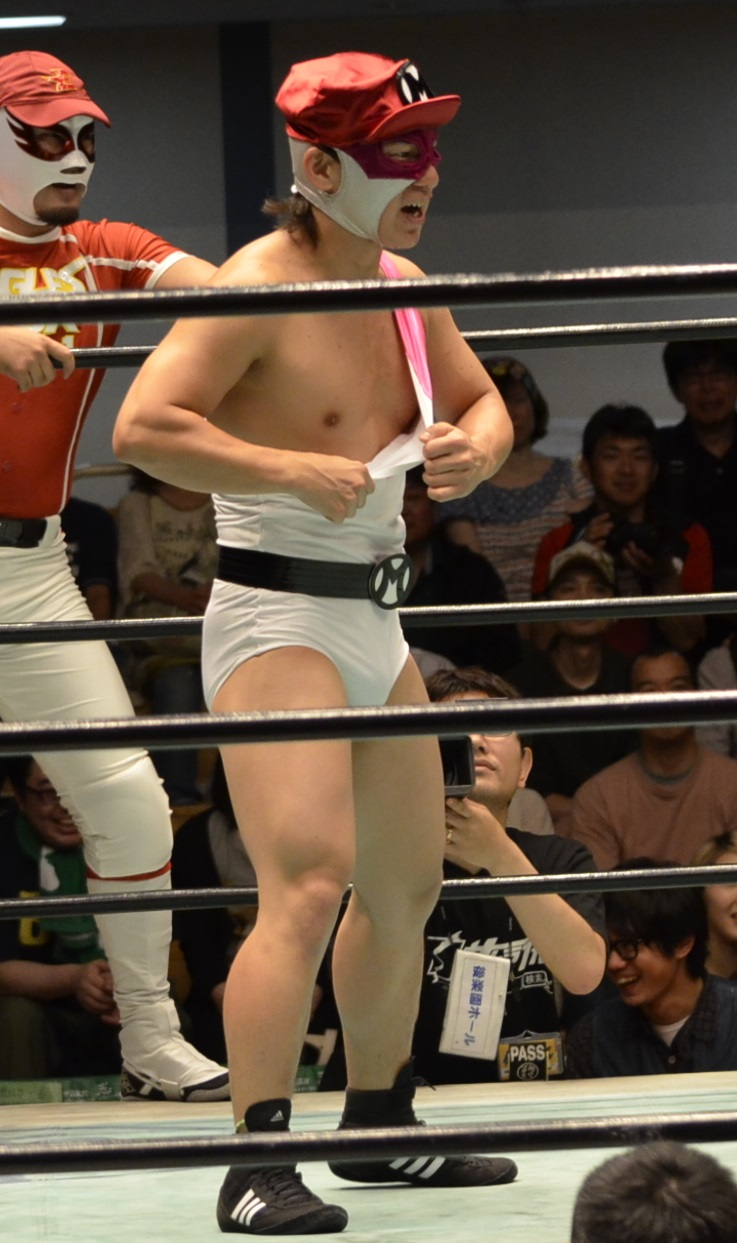
Oosugi como Yapper Man #2.

### Pro Wrestling El Dorado (2006-2008)
Milanito Collection a.t. debutó en Pro Wrestling El Dorado el 27 de abril de 2006 como face, haciendo equipo con El Blazer para derrotar a STONED (Kei Sato & Shu Sato). Blazer y Milanito formaron un tag team face más bien extraño, caracterizado por ocasionales discusiones entre ellos debido a lo diferente de sus personalidades, aunque contando con numerosas victorias sobre otros equipos. Al equipo se uniría también Kota Ibushi, aunque con irregularidad. Ambos participaron en el Treasure Hunters Tag Tournament 2006, siendo eliminados en la primera ronda por Kota Ibushi & Milano Collection A.T.; sin embargo, derrotaron a Brahman Brothers (Brahman Kei & Brahman Shu) en el combate de reserva del torneo. Tras ello, Blazer y Milanito se separaron, debido a la ida de Blazer de El Dorado. Entristecido por la marcha de su compañero, Milanito expresó pesimismo sobre la situación de la empresa.
Más tarde, después de que El Dorado se dividiese en grupos. Milanito sería el primer miembro de SUKIYAKI, dirigido por Shuji Kondo. Tras un tiempo, entró en un feudo con Hercules Oosenga, contra el que presentó un nuevo gimmick llamado Milanito Collection gay.t., basado en el del el luchador homosexual Danshoku Dino; después de varias luchas, Milanito volvió a su antiguo personaje. Sin embargo, después de perder el derecho a entrar acompañado por bailarinas, se estipuló un combate entre Milanito y Milano Collection A.T. en el que el perdedor abandonaría su gimmick para siempre. Milanito, sin muchas esperanzas, declaró que se despojaría del nombre tanto si ganaba, lo que al final ocurrió cuando fue sometido por Milano y debió dejar el personaje de Milanito Collection.
Posteriormente, Oosugi se presentó bajo su verdadero nombre y formó un tag team face llamado Speed of Sounds (S.O.S.) con Hercules Senga, caracerizado por sus movimientos de alta velocidad y riesgo. S.O.S. entró en un feudo con el grupo heel Hell Demons que duró largo tiempo. En septiembre, Senga y Oosugi derrotaron a Kota Ibushi & KAGETORA para ganar los UWA World Tag Team Championships, aunque los perdieron un mes más tarde ante Brahman Brothers. A finales de año, El Dorado Wrestling cerró.

### Pro Wrestling ZERO1 (2006-2009)
En 2006, Milanito Collection realizó varias apariciones en Pro Wrestling ZERO1.

### Big Japan Pro Wrestling (2006-presente)
En 2006, Milanito Collection apareció en Big Japan Pro-Wrestling, haciendo equipo con Shinobu para enfrentarse sin éxito a MEN's Teioh & Mototsugu Shimizu. Milanito continuó haciendo apareciendo en BJW el resto del año, siguiendo en su equipo con Shinobu. Sin embargo, después de la pérdida del personaje de Milanito Collection a.t., Oosugi reveló su verdadero nombre e hizo equipo con el debutante Hercules Senga, formando también en BJW el dúo Speed of Sounds.
Desde inicios de 2008, Senga y Oosugi comenzaron a aparecer como faces, haciendo frecuente equipo con MEN's Teioh. También tuvieron una aparición en un evento independiente, derrotando a Brahman Brothers (Kei & Shu) para conseguir de nuevo los UWA World Tag Team Championships, aunque los perdieron meses más tarde ante Minoru Fujita & Masamune.

## En lucha
- Movimientos finales
  - Tsuki no Ishi[2] (Springboard DDT)[n. 1] - 2007-presente
  - Fairy Ointment[2] (One-handed cartwheel arm wrench transicionado en crucifix pin) - 2006-2009
  - Geora[2] (Cross-legged ankle lock) - 2006-2009
  - Patora[2] (Cartwheel moonsault) - 2006-2009
  - Anal Destroyer[2] (Sunset flip piledriver con la cabeza del oponente en las mallas de Oosugi) - 2007; parodiado de Danshoku Dino
  - Natare Bianco[2] (Arm trap somersault cradle pin) - 2004-2007
  - a.t. Lock[6] (Headhold Kimura armlock) - 2004-2007; adoptado de Milano Collection A.T.
  - Paradise Lock[2] (Cross-legged double pumphandle Boston crab) - 2004-2007; adoptado de Milano Collection A.T.

- Movimientos de firma
  - Hinohakama[7] / Casa de Milanito[1] (Arm wrench inside cradle pin)[n. 2]
  - Fairy Ring[2] / Jorge Clutch[6] (Tilt-a-whirl headscissors arm drag transicionado en arm trap somersault reverse prawn pin)
  - Yapper Roll (Oklahoma roll)
  - Emporio Armani Shoe[2] (Second rope springboard moonsault) - 2004-2007; adoptado de Milano Collection A.T.
  - Bridging evasion[8] - 2004-2007; adoptado de Milano Collection A.T.
  - Backflip arm drag derivado en kneeling armbar
  - Brainbuster[9]
  - Cartwheel back elbow strike a un oponente arrinconado
  - Cross armbar[10]
  - Diving crossbody, a veces hacia fuera del ring
  - Diving senton[11]
  - Dropkick, a veces desde una posición elevada
  - Enzuigiri
  - Feint suicide dive rebotando en un rolling kip-up con burlas hacia dentro del ring
  - Jumping spinning heel kick
  - Kip-up
  - Modified STF[9]
  - Running cutter[2]
  - Springboard derivado en double foot stomp[12] o elbow smash
  - Shining wizard
  - Standing moonsault
  - Stepover armbar arm drag
  - Superkick
  - Tiger feint kick
  - Tilt-a-whirl headscissors derivado en takedown, DDT, arm drag o small package
  - Victory roll

- Mánagers
  - Venezia
  - Milanito Dancers
  - Yapper Man #3

- Apodos
  - "Mori no Yosei" (El Hada de los Bosques)[13] - como Rei

## Campeonatos y logros
- Kohaku Wrestling Wars
  - UWA World Tag Team Championship (2 veces, actual) - con Hercules Senga

- Michinoku Pro Wrestling
  - MPW Tohoku Tag Team Championship (1 vez) - con Yapper Man #1
  - Futaritabi Tag Team Tournament (2010) - con Yapper Man #1

- Pro Wrestling El Dorado
  - UWA World Tag Team Championship (1 vez) - con Hercules Senga

- Pro Wrestling Illustrated
  - Situado en el N°321 en los PWI 500 de 2006[14]